# Мирна Долина (Краматорський район)
Ми́рна Доли́на — село Олександрівської селищної громади Краматорського району Донецької області, Україна. У селі мешкає 464 людей. Розташоване на лівому березі річки Гнилуша. Засноване в XIX столітті (після 1831 року). Відстань до найближчих залізничних станцій: Легендарна — 25 км; Добропілля — 30 км; Гаврилівка (пасажирська) — 35 км. Через село курсує рейсовий автобус Краматорськ — Знаменівка — Новодонецьке, 1 пара рейсів на добу.

## Історія
- 1854 — в Мирній Долині числиться 20 дворів, 101 мешканець[1].
- 1906 — в Мирній Долині побудована за кошти парафіян дерев'яна однопрестольна церква Святого Андрія Критського[2].
- 1908 — по Мирній Долині числяться 53 двори, 369 мешканців, 329 десятин зручної та 8,8 десятин незручної землі. В селі працює земська поштова станція та школа письменності[3][4].
- 1923 — по Мирній Долині числяться кузня (25 верст від станції Добропілля) і маслобойня (25 верст від станції Гаврилівка)[5].
- 1926 — Мирна Долина (Корсикове) — центр сільради; в районі сучасного села вказаний також хутір Ново-Василівський[6][7].
- 1937 — по Мирній Долині числяться 34 двори[8].
- 1957 — Шостаківська автоколона організує щоденне автобусне сполучення Олександрівка — Петровка-II — Добропілля, 1 пара авторейсів на добу[9].
- 1962 — на літній період налагоджено курсування автобусів Олександрівського АТП Мирна Долина — Краматорськ[10].

В радянські часи по Мирній Долині знаходилася центральна садиба колгоспу «Зоря Комунізму» (4,8 тис. га сільгоспугідь). В селі працювали середня школа, клуб, аптека, медична амбулаторія, дитячий садок, швейна майстерня, 2 магазини, поштове відділення. Є братська могила радянських воїнів.